# ثوم صري
الثوم الصري (باللاتينية: Allium noeanum) نوع نباتي عشبي يتبع جنس الثوم من الفصيلة الثومية.

## الموئل والانتشار
ينتشر في بلاد الشام وتركيا.